# Sèston

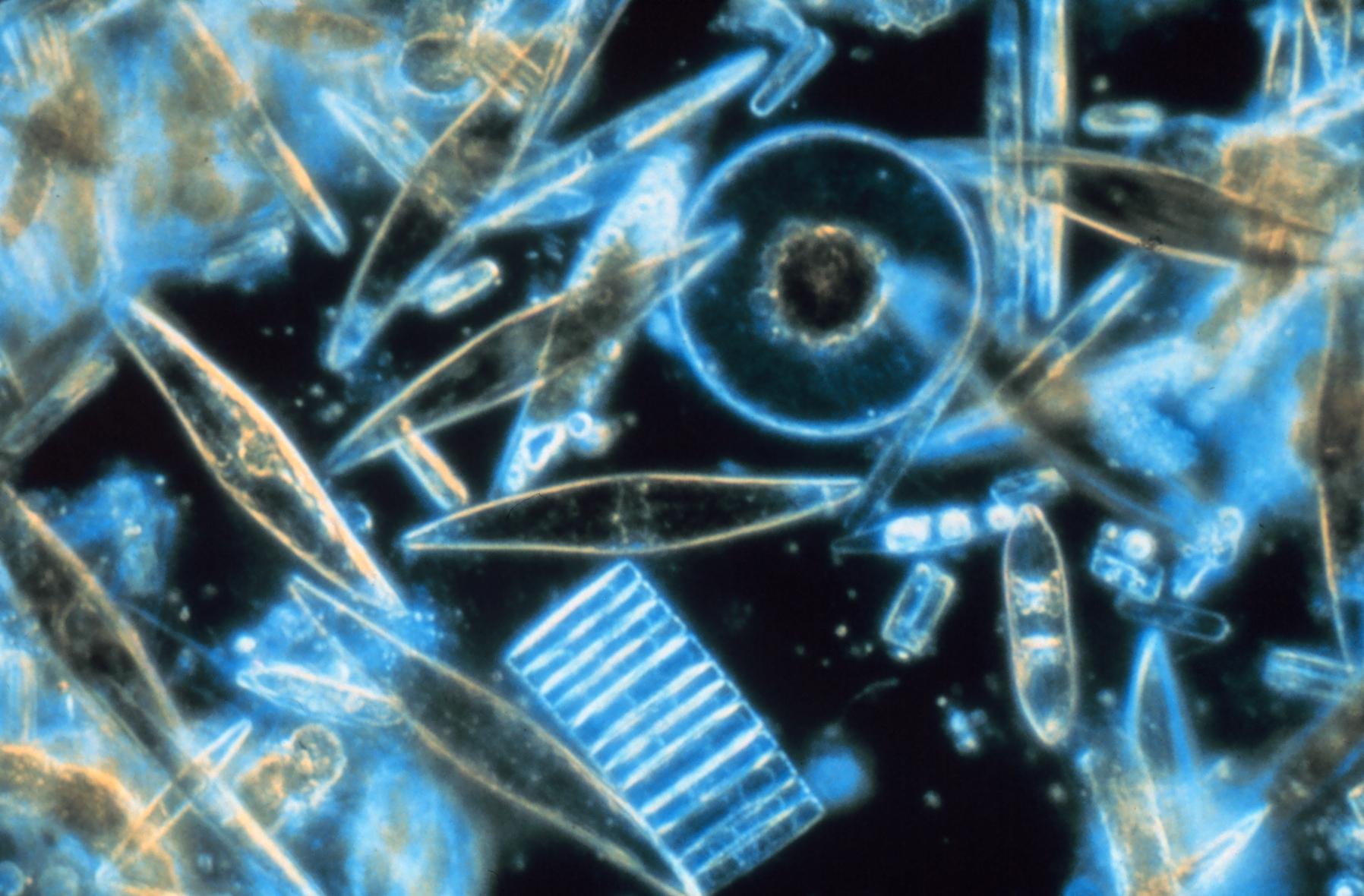
Les diatomees són una de les bases del sèston oceànic i d'aigua dolça

El sèston, a la biologia marina o de l'aigua dolça, és el conjunt de partícules d'origen orgànic o inorgànic suspeses a l'aigua. El sèston és el menjar de molts animals flitradors com esponges de mar, ostres, musclos o musclos d'aigua dolça. Es diferencia del nècton) es refereix a totes les partícules, de qualsevol naturalesa, minerals, mortes o vives.
El fons marí reflecteix en part la composició del sèston i la seva variació en l'espai i el temps, ja que consisteix en part de la «pluja» de trípton que cau des de la superfície fins al fons, i sovint reté els rastres fòssils de descomponedors o alimentadors per filtre que s'alimenten sèston i trípton.

## La composició del sèston
El sèston varia molt d'acord amb les regions oceàniques. És més abundant en termes de massa on l'aigua és rica, agitada o riu avall dels grans estuaris.
La violència dels corrents també contribueix a la disminució de la suspensió de les partícules. La densitat de sèston és per exemple, per aquest motiu, particularment important en l'estret de Calais en el moment de les marees altes i les tempestes.
El sèston està format per: 
- el plàncton, que és la base de moltes xarxes alimentàries, que inclou el nanoplàncton (20 - 2 μm), picoplàncton (2 - 0,2 μm), femtoplàncton (< 0,2 µm) i virioplàncton (principalment virus marins recentment descoberts). Aquest plàncton és l'origen d'una biomassa considerable, però també d'una necromassa que constitueix una part important del sèston i de determinats sediments (el guix és la necromassa fòssil del plàncton marí).
- el trípton, que consisteix en excrements del plàncton i d'altres organismes.

## Embornal de carboni
La sedimentació de la necromassa planctònica és un dels embornals de carboni planetaris més importants, però també una de les maneres que va permetre la desintoxicació dels oceans primitius massa rics en certes sals, especialment de calci, per permetre una vida complexa en els models que nosaltres coneixem. Actualment el plàncton consumeix prop d'un terç del CO₂ antropogènic, igual que totes les plantes terrestres i plantes aquàtiques, i l'últim terç és el responsable de l'augment dels gasos amb efecte d'hivernacle a l'atmosfera.
Tanmateix, sota certes condicions (eutrofització, distrofització, anaerobiosi nocturna o permanent), el sèston pot ser responsable d'importants emissions de metà i / o CO₂, dos gasos amb efecte d'hivernacle. En les zones molt turbulentes (en rius, estuaris i els seus aiguabarreigs en particular) i zones marines mortes, augmenten aquestes emissions.
L'acidificació de l'oceà i l'escalfament global també podrien alterar significativament la composició, la distribució i el volum de sèston (sembla que ja es van registrar importants regressions de fitoplàncton, sobretot fa uns 55 milions d'anys, en un període caracteritzat per augment de l'augment de gasos amb efecte d'hivernacle (de causa desconeguda).